# Чехи (Хмельницкая область)
Чехи (укр. Чехи) — село в Старосинявском районе Хмельницкой области Украины.
Население по переписи 2001 года составляло 257 человек. Почтовый индекс — 31445. Телефонный код — 3850. Занимает площадь 1,18 км². Код КОАТУУ — 6824482005.

## Местный совет
31400, Хмельницкая обл., Старосинявский р-н, с. Заставцы